# Unterneubrunn
Unterneubrunn ist ein Ort in der Gemeinde Schleusegrund im Landkreis Hildburghausen in Thüringen.

## Lage

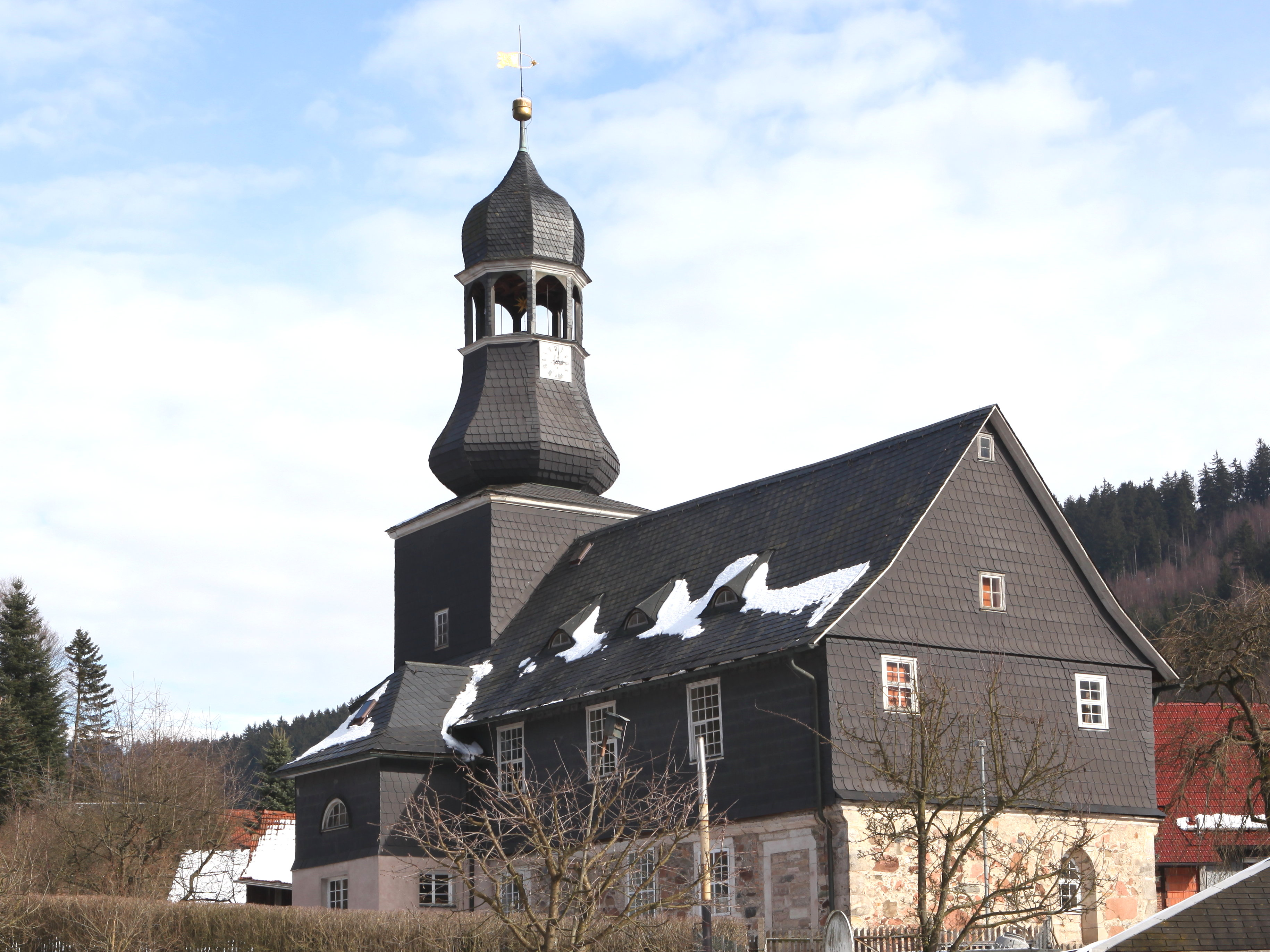
Evangelisch-Lutherische Kirche St. Jakobus

Unterneubrunn befindet sich im mittleren Schleusetal, der ehemalige Ortsteil ist mit Schönbrunn verschmolzen. Unterneubrunn liegt auf der östlichen Talseite, im Verlauf der unteren Schnetter Straße.
Schönbrunn – ehemals Schönau – ist der zentrale Ortsteil, mit dem Unterneubrunn, Oberneubrunn und Ernstthal zusammengelegt worden sind. Diese Verbindung ergibt ein Gebiet mit einer Ausdehnung von über 3,5 km in den Tälern der Schleuse und der Neubrunn.

## Geschichte
Unterneubrunn wurde am 14. August 1485 erstmals urkundlich erwähnt. Der Ort gehörte zum Amt Eisfeld, welches ab 1826 zum Herzogtum Sachsen-Meiningen gehörte.
1570 wurde eine Schule gegründet. 1648 wurde ein Kupferbergwerk genannt. 1890 wurde die Schmalspurbahn Eisfeld–Unterneubrunn eröffnet. Am 1. Juli 1950 wurden die bisherigen Gemeinden Gabel, Oberneubrunn, Schönau und Unterneubrunn zur neuen Gemeinde Schönbrunn zusammengeschlossen. Diese gehört seit 1994 zur Gemeinde Schleusegrund.

## Persönlichkeiten
- Helmut Korch (1926–1998), marxistischer Philosoph
- Wolfgang Eichhorn (* 1930), marxistischer Philosoph.